# Francis Carew (Politiker, um 1598)
Sir Francis Carew (* um 1598; † vor 23. Juni 1628) war ein englischer Adliger, Marineoffizier und Politiker, der dreimal als Abgeordneter für das House of Commons gewählt wurde.

## Herkunft und Jugend
Francis Carew entstammte einer Seitenlinie der Familie Carew aus Antony in Cornwall. Er war der älteste Sohn des angesehenen Beamten und Diplomaten Sir George Carew und dessen Frau Thomasine Godolphin. Als sein Vater 1612 starb, erbte Francis dessen beträchtliches Vermögen. Wohl durch den Einfluss seiner Mutter, einer Hofdame im Dienst von Königin Anna, kam Carew in den Haushalt des englischen Thronfolgers Karl, erhielt aber im Mai 1613 die Erlaubnis, für drei Jahre ins Ausland zu reisen. Er gehörte zunächst zum Gefolge von Prinzessin Elisabeth, die im Februar 1613 in London den pfälzischen Kurfürsten Friedrich V. geheiratet hatte, als diese mit ihrem Mann nach Deutschland reiste. Über Carews weitere Reisen ist fast nichts bekannt, außer dass er angeblich 1617 während der Seereise vom italienischen Livorno nach Spanien in die Hände von Korsaren fiel. Wohl erst nach Zahlung eines beträchtlichen Lösegelds kam er frei und kehrte vor Oktober 1618 nach England zurück.

## Wahl zum Abgeordneten und Dienst als Militär
Von seinem Vater hatte Carew auch das Amt des Protonotars der königlichen Kanzlei geerbt, das während seiner Minderjährigkeit von seinen Onkeln Sir Francis Godolphin und John Packer ausgeübt wurde. Als er 1619 volljährig wurde, übernahm er selbst das Amt des Pronotars, dazu wurde er 1621 Friedensrichter für Westminster und 1622 für Middlesex. Er trat auch wieder in den Dienst von Prinz Karl, als dessen Günstling er 1623 den Prinzen und den Duke of Buckingham zu Verhandlungen nach Madrid begleitete. Ende März 1624 sandte ihn Prinz Karl nach Den Haag, um seine Schwester Elisabeth über das Scheitern der Verhandlungen mit Spanien zu informieren, in denen es auch über eine Rückgabe der von Spanien besetzten Kurpfalz gegangen war. Als Interessenvertreter seines Cousins Francis Godolphin war Carew Anfang 1624 als Abgeordneter für das Borough Helston in Cornwall gewählt worden. 1625 und 1626 wurde er jeweils wiedergewählt, doch im House of Commons trat er kaum in Erscheinung. Während des Englisch-Spanischen Kriegs ab 1625 nahm Carew von Oktober 1625 bis Januar 1626 an dem gescheiterten Angriff auf Cádiz teil. Für die Expedition rüstete er ein kleineres Segelschiff aus, das im Sturm verlorenging, während er selbst auf dem Flaggschiff Anne Royal als Hauptmann der Leibwache des Oberbefehlshabers Sir Edward Cecil diente. Kurz nach seiner Rückkehr wurde er vor der Eröffnung des neuen Parlaments am 1. Februar 1626 zum Knight of the Bath geschlagen. Von 1627 bis Januar 1628 kommandierte Carew die Esperance beim Angriff auf die französische Île de Ré. Wohl auf Drängen von Francis Godolphin, dem Gouverneur der Scilly-Inseln machte Carew im März 1628 dem Kriegsrat Vorschläge, um die durch Angriffe von französischen und spanischen Schiffen bedrohte Inselgruppe besser verteidigen zu können. Als die Royal Navy nun eine weitere Seeexpedition gegen Spanien ausrüstete, erwartete Carew, dass er als Konteradmiral zu den Kommandeuren gehören würde. Aufgrund seiner Unerfahrenheit bot man ihm aber nur das Kommando über die Nonsuch an, was er ablehnte. Daraufhin unterstützte er Sir James Bagg, der für Versorgung der Flotte mit Vorräten verantwortlich war, und sollte versuchen, die Disziplin bei den bei Plymouth versammelten Soldaten und Matrosen einzuhalten. Dabei starb er plötzlich. Er wurde in der St Margaret’s Church in Westminster beigesetzt.
Carew starb unverheiratet. Die Reste seines Vermögens vermachte er seiner Mutter, damit diese damit seine Schwestern versorgen könne.